# Pikku-Kokkonen
Pikku-Kokkonen är en ö i Finland. Den ligger i vattendraget Pöyrisjoki och i kommunen Enontekis i den ekonomiska regionen  Fjäll-Lappland  och landskapet Lappland, i den norra delen av landet, 900 km norr om huvudstaden Helsingfors. Öns area är 1,2 hektar och dess största längd är 220 meter i nord-sydlig riktning.